# Ente geometrico fondamentale
Un ente geometrico fondamentale è una entità di base della geometria euclidea. Negli Elementi di Euclide gli enti geometrici fondamentali vengono introdotti senza definizione e sono assunti come intuitivi. Essi sono il punto, la retta ed il piano. 
Nella matematica moderna, tuttavia, i concetti di punto, retta e piano sono relativizzati e vengono definiti.